# Halichoeres claudia

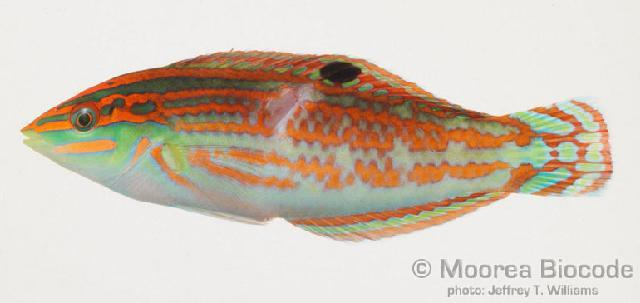
Halichoeres claudia

Halichoeres claudia Randall & Rocha, 2009 è un pesce di acqua salata appartenente alla famiglia Labridae.

## Distribuzione e habitat
Proviene dalle barriere coralline dell'oceano Pacifico, dove è molto diffuso ed il suo areale è piuttosto ampio. Può essere trovato da Indonesia, Nuova Caledonia, Sporadi equatoriali, Polinesia francese, Grande barriera corallina, Isole Cocos e Keeling, Timor e Vanuatu. In precedenza, a causa della somiglianza ad una specie endemica dell'Atollo Johnston e delle Hawaii, H. ornatissimus, era stato difficile capire quanto fosse ampio il suo areale.
È una specie che predilige le zone ricche di coralli a profondità non particolarmente elevate, solitamente tra 1 e 15 m, anche se può occasionalmente arrivare a 35.

## Descrizione
Presenta un corpo compresso lateralmente, allungato e con la testa dal profilo appuntito. La lunghezza massima registrata è di 8,8 cm per i maschi e 5,6 cm per le femmine. Presenta canini sporgenti su mascella e mandibola.
Il dimorfismo sessuale è evidente non solo nelle dimensioni, ma anche nella colorazione. Le femmine sono verdi, soprattutto sulla testa, con diverse linee rosse orizzontali, presenti, anche se più irregolari, pure sulla pinna caudale, che ha il margine arrotondato e dove la colorazione verde tende a volte al giallastro. La pinna dorsale è nettamente più lunga della pinna anale, ed entrambe sono arancioni con delle macchie verdi. Sulla pinna dorsale sono presenti delle macchie nere abbastanza ampie. Il ventre è bianco.
Nei maschi il corpo e le pinne hanno la stessa forma, ma il colore prevalente è decisamente il verde bluastro chiaro; le strisce tendono al violaceo.

## Biologia

### Comportamento
È una specie prevalentemente solitaria.

### Alimentazione
Si nutre di invertebrati acquatici come molluschi e crostacei.

### Riproduzione
È oviparo e la fecondazione è esterna; non ci sono cure nei confronti delle uova.

## Conservazione
Questa specie viene classificata come "a rischio minimo" (LC) dalla lista rossa IUCN perché ha un areale ampio che include diverse aree marine protette.